# MSAV Uros
De Maastrichtse studenten atletiekvereniging Uros is een in 1991 opgerichte  atletiekvereniging voor studenten in Maastricht met ongeveer 100 leden. Uros heeft als thuisbasis Sportpark Jekerdal. De afkorting Uros staat voor Unidentifed Running ObjectS.
De MSAV Uros is opgericht als ondervereniging van de toenmalige atletiekvereniging Kimbria en maakt sinds de fusie van AV Kimbria en AV'34 onderdeel uit van het daaruit ontstane Atletiek Maastricht. Hoewel opgericht door een groep hardlopers nam de baanatletiek bij Uros sinds 2000 een steeds prominentere plaats in. In 2001 maakte Maastricht haar rentree in de laagste divisie van de nationale competitie met een team dat volledig uit UROS studenten bestond. Ook in de jaren daarna vormden de studenten van Uros (vaak succesvolle ex-junioren van elders die in Maastricht kwamen studeren) de kern voor een steeds competitievere ploeg.

## Training
Uros traint tweemaal per week, op dinsdag en donderdag van 19.00 uur tot 20.30 uur, op de atletiekbaan te Sportpark Jekerdal. Voorafgaand aan de trainingen vindt altijd een warming-up plaats. Na het inlopen op de baan, wordt er gerekt en vindt er een uitgebreide loopscholing plaats met tevens wat krachtelementen. Na de warming-up wordt de groep gesplitst in een technische en een loopgroep. Je kunt elke training bepalen met welke groep je mee doet, maar de ervaring leert dat de meesten zich standaard bij een van de twee groepen aansluiten. 
De technische groep krijgt een zeer diverse training waarbij alle onderdelen aan bod komen, zoals sprinten, kogelstoten, speerwerpen enz. Op dinsdag geeft Milan Betz vooral voornamelijk sprinttraining. Op donderdag komen de andere technische onderdelen aan bod. Voor specialisatie trainingen kunnen leden van Uros zich ook aansluiten bij een van de technische groepen van Atletiek Maastricht. 
De lopers trainen onder begeleiding van Jos Timans. Op dinsdag verlaat de groep na de warming-up de baan en wordt er gelopen in de omgeving van de Sint-Pietersberg* waarbij het accent ligt op duurvermogen. Op donderdag blijft de groep op de baan voor een training op snelheid. 

## UROS Teamrace
Midden april klinkt jaarlijks het startschot voor dé ploegenrace van Maastricht: de Teamrace. De start en de finish zijn op de baan op Sportpark Jekerdal (Mergelweg 130). Het parcours begint met een half rondje op de baan, gevolgd door een stuk van 800m over asfalt. Dit leidt naar de Sint-Pietersberg waar het zware stuk van de wedstrijd zal beginnen. Na het beklimmen van de berg, gaat het parcours alleen maar bergafwaarts.
De totale afstand is net iets meer dan 5 kilometer and heeft een steile klim. Meer dan 80 atleten en liefhebbers doen ieder jaar mee, zowel studenten als niet-studenten. In de Teamrace is het niet belangrijk wie er als eerste over de finish komt, integendeel, de tijd van de vierde persoon telt.
Jaarlijks komen er meer dan 90 atleten op af en het evenement blijft ieder jaar opnieuw groeien. 